# 889
- Wikisource

| Calendário gregoriano                                                        | 889 DCCCLXXXIX                                        |
| Ab urbe condita                                                              | 1642                                                  |
| Calendário arménio                                                           | 338 – 339                                             |
| Calendário bahá'í                                                            | -955 – -954                                           |
| Calendário budista                                                           | 1433                                                  |
| Calendário chinês                                                            | 3585 – 3586 Início a 6 de fevereiro (aproximadamente) |
| Calendário copta                                                             | 605 – 606                                             |
| Calendário etíope                                                            | 881 – 882                                             |
| Calendários hindus - Vikram Samvat - Calendário nacional indiano - Cáli Iuga | 944 – 945 810 – 811 3989 – 3990                       |
| Calendário Holoceno                                                          | 10889                                                 |
| Calendário islâmico                                                          | 275 – 276                                             |
| Calendário judaico                                                           | 4649 – 4650                                           |
| Calendário persa                                                             | 267 – 268                                             |
| Calendário rúnico                                                            | 1139                                                  |
| Calendário solar tailandês                                                   | 1432                                                  |

889 (DCCCLXXXIX, na numeração romana) foi um ano comum do século IX que começou numa quarta-feira, segundo o calendário juliano. A terça-feira de Carnaval ocorreu a 4 de fevereiro e o domingo de Páscoa a 23 de março. Segundo o horóscopo chinês, foi o ano do Galo, começando a 6 de fevereiro (aproximadamente).
| Ano completo                   |
| ------------------------------ |
| Ano comum com início ao sábado |

## Eventos
- Segundo a tradição, fundação do reduto de piratas sarracenos de Fraxineto no que é atualmente o sudeste de França.

## Nascimentos
- Abderramão III, primeiro califa de Córdova (m. 961).